# Chronologie des faits économiques et sociaux dans les années 1840
Chronologie de l'économie
Années 1830 - Années 1840 - Années 1850

## Événements
- 1840 :
  - la Frontière (frontier) atteint le 100° méridien[1]. Quatre millions cinq cent mille personnes ont déjà franchit les Appalaches pour rejoindre la vallée du Mississippi.
  - il n’y a aucun crédit prévu pour l’enseignement indigène en Indonésie. En 1840, sur un budget d’environ 40 millions de florins, seul 500 000 sont prévus pour le poste « agriculture, religion, art et science »[2].
- 1840-1890 : en Argentine, les exportations de laine passent de 1,6 million de kilos en 1840 à 45 millions en 1860, pour atteindre 100 millions en 1880 et 200 en 1890[3].
- 1840-1864, Indonésie : recul des productions traditionnelles (poivre, cannelle) à Java au profit du café, de la canne à sucre, et de l’indigo (troisième rang des bénéfices entre 1840 et 1864). La culture du tabac se développe dans l’Oostkust (nord-ouest de Sumatra). L’arbre à quinquina, originaire du Pérou, est introduit en 1845. Quarante ans après, les Indes néerlandaises disposent du monopole de la quinine. Le palmier à huile est cultivé dans la région de Buitenzorg. Sa culture ne s’organise en vue de l’exportation qu’au XXe siècle[4]. Le Cultuurstelsel provoque de grandes famines et de nombreuses révoltes dans certaines régions de Java (Cirebon en 1843, Java central vers 1849-1850)[5].
- 1841 : une statistique (publiée en 1844) recense le nombre d'esclaves présents dans les cultures rurales des colonies françaises, c’est-à-dire 75 % des esclaves : Il y a 68 314 esclaves en Martinique, 83 195 à la Guadeloupe, 12 608 en Guyane et 52 316 dans l'île Bourbon (La Réunion)[6].
- 1841-1867, Antilles : face à la pénurie de main-d’œuvre consécutive à l’abolition de l’esclavage, la Grande-Bretagne et la France recrutent des « travailleurs sous contrat » : des esclaves sont rachetés en Afrique ou saisis dans les navires négriers clandestins, proclamés libres et sont contraints d’accepter un contrat d’émigration de dix ans. Les Antilles britanniques en reçoivent 36 100 entre 1841 et 1867[7], les Antilles françaises et la Guyane 21 000 entre 1854 et 1862[8].
- 1842 : après le traité de Nankin, le thé chinois importé par les Britanniques est moins cher que le thé acheminé par terre à Irkoutsk en Russie[9].
- 1844 : modernisation du port d’Akyab dans l’Arakan (Birmanie), qui devient le plus grand port mondial d’exportation de riz : les travaux de transformation des docks de chaume en jetées de briques sont réalisés par des bagnards.

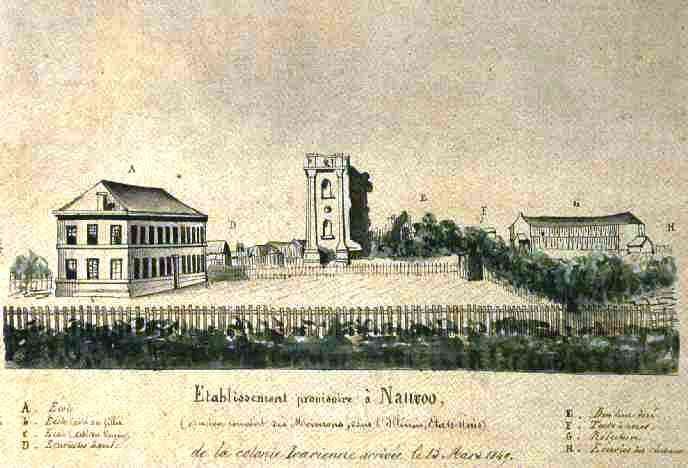
Etablissement de l'Icarie de Nauvoo.

- 1849 : le socialiste français Étienne Cabet, accompagné de 280 de ses adeptes émigre pour les États-Unis, où il fonde à Nauvoo dans l’Illinois une communauté inspirée de son roman utopique, Voyage en Icarie paru en 1840. Mais la colonie ne compte jamais plus de 1 800 membres et toutes les idées de Cabet n’y sont pas mises en pratique. En 1856, des dissensions au sein de la communauté l’obligent à partir. Avec 180 fidèles, il fonde un nouvel établissement à Saint Louis dans le Missouri, mais cette communauté connaît des problèmes analogues. Le mouvement fondé par Cabet continuera d’exister aux États-Unis jusqu’en 1895[10].

- Série de grèves dans les usines textiles de l’Allegheny, près de Pittsburgh, aux États-Unis, dans les années 1840. Les ouvrières exigent des journées de travail plus courtes[11].

### Afrique
- 1840 :
  - Angola : les marchands de Luanda ouvrent un port à Moçâmedes, au Sud de l’Angola, dans le but d’entrer directement en contact avec les producteurs d’ivoire. Une nouvelle route s’enfonce chez les Nkunde et chez les Ovambo, à la frontière actuelle de la Namibie (esclaves, gomme, cire, bétail). Boom des exportations de cire. À Luanda, elles passent de 52 690 livres en 1844 à 1,7 million en 1857. En 1845, les royaumes de Luanda et de Benguela comptent 400 000 personnes dont 1 832 Blancs (156 femmes), 5 789 mulâtres, 300 000 Noirs libres et 86 000 esclaves. La ville de Benguela compte 600 maisons, mais seulement 38 Blancs mâles et une femme. Dans l’arrière pays vivent six Blancs. En dehors des responsables politiques et des riches négociants, la plupart des Portugais sont des degradados, condamnés de droit commun venus de la métropole. La colonie souffre d’une crise financière permanente. L’armée, composé en grande partie de Noirs encadrés par quelques Blancs, est d’une médiocrité légendaire.
  - le sultan Seyyd Saïd ibn Sultan transfère la capitale de son royaume à Zanzibar ; il relance le commerce de l’ivoire, introduit le giroflier dans l’île de Zanzibar, y développe l’agriculture par l’utilisation d’esclaves et favorise la traite (15 000 esclaves sont importés chaque année de 1840 à 1870). L’établissement des commerçants indiens et européens est favorisé, des consulats sont installés.

- 1840-1880 : augmentation du commerce transsaharien à partir de Tripoli. Sa croissance s’accélère à partir de 1860 pour atteindre son pic en 1875, puis chute dans les années 1880[12].
- 1840-1860, Gold Coast : le négociant euro-africain Samuel Collins Brew, issu d’une lignée de négriers d’origine irlandaise et fanti, fait le commerce de l’huile de palme, de l’or et de l’ivoire avec le pays ashanti à partir de Cape Coast[13].
- 1843 : crise de la main-d’œuvre à l’île Maurice, qui n’est plus approvisionnée en esclaves africains depuis l’abolition de la traite et l’émancipation des esclaves présents (près des trois quarts de la population), décrétée en 1835. Pour cultiver la canne à sucre, les colons décident d’introduire dans l’île des « engagés » originaires de Chine ou des Indes[14].
- 1845-1848 : sècheresse en Afrique occidentale.
- 1846-1849 : chute brutale des exportations vers l’Europe occidentale à la suite de la crise économique. Leur croissance reprend à partir de 1854.
- 1846 : récession commerciale à Saint-Louis du Sénégal, liée au marasme économique en France, à l’émancipation des esclaves, à la faiblesse des moyens financiers accordés par la métropole et à la maladresse du pouvoir central local. La crise, qui va en s’aggravant dans les cinq années suivantes, entraîne aussitôt un endettement massif des traitants européens, ainsi que la montée d’une tension entre les deux communautés raciales.
- 1848, Égypte : Mohamed-Ali laisse à sa mort un pays prospère ayant une économie moderne. Cette évolution est due en grande partie à des conseillers techniques français, tel Jumel, qui a introduit la culture du coton à longues fibres, l'architecte Pascal Coste, ou encore Linant de Bellefonds qui a fait construire le premier barrage sur le Nil[15].

- Madagascar : le Français Napoléon de Lastelle, installé à Tamatave, emploie 2 300 personnes dans ses forges, ses ateliers mécaniques et ses plantations (canne à sucre, caféier et cocotier).

- Les plantations de giroflier nécessitent beaucoup de main-d’œuvre servile pour la récolte et en raison de la forte mortalité (de 22 à 30 % par an). À Zanzibar, elles sont de grandes dimensions et aux mains de l’aristocratie omani. Les plantations de petite et moyenne dimension, relativement nombreuses à Pemba et sur la côte mrima (en) (30 à 100 esclaves), sont mieux distribuées entre les différents groupes (Omani, Swahili, Indiens).
- Zanzibar exporte 210 000 kg d’ivoire en 1841, 375 000 kg en 1843, 435 000 kg en 1848, entre 297 000 kg et 437 500 kg jusqu’en 1856.
- Zanzibar importe des produits d’Afrique orientale (ivoire, gomme copale, esclaves) pour les redistribuer. Trois axes principaux aboutissent sur la côte ; au Sud, de Kilwa vers le lac Nyassa par le pays Yao. Au Centre, de Bagamoyo et la côte mrina, face à Zanzibar, vers Tabora dans le pays Nyamwezi, jusqu’aux pays riverains des Grands Lacs, au Katanga et au cours supérieur du fleuve Congo. Au Nord, de Mombasa vers le lac Victoria et le mont Kenya par le pays Kamba.
- Le commerce intérieur de Zanzibar porte sur des produits rares, fer, sel et cuivre. L’artisanat local persiste, malgré l’importation de tissus omani (dobwani), indiens (kamiki, bandar, assilia, barsati), américains (merikani) et européens à la fin du siècle, qui ruine l’artisanat textile. Les importations croissantes de fusils (5 000 à Zanzibar vers 1845, 100 000 en 1880) favorisent en revanche des ateliers de fabrication de poudre et de réparation ou de fabrication d’armes.

### Europe
- 1840 :
  - l’économiste allemand Friedrich List parle d’intégrer l’Autriche et la Hongrie dans un Zollverein élargi pour fonder une Europe centrale (Mitteleuropa) unie économiquement face à la Russie[16].
  - 2 390 km de chemin de fer en Grande-Bretagne, 497 km en France, 469 km en Allemagne[17].
- 1841 :
  - 19 septembre : inauguration de la première ligne de chemin de fer internationale en Europe : Strasbourg - Bâle construite par Nicolas Koechlin[18].
  - liaisons de Prague à Dresde par le vapeur Bohemia[19].
- 1842 :  selon un projet de loi présenté par le ministre de l'Instruction publique Villemain un garçon français sur trente-cinq fréquente le collège secondaire[20].

- 1843-1844 : échec d’un projet pour la participation proportionnelle de la noblesse à l'impôt domestique immédiatement et à la contribution militaire par la suite présenté par Kossuth aux diétines des comitats  puis à la Diète nationale en Hongrie. Les débats se déroulent accompagnées d’actes de violence contre les libéraux[21].
- 1844 : code civil en Serbie, établissant la propriété privée des terres[22]. Le prince de Alexandre Karađorđević s’attaque à la zadruga (système de famille élargie qui possède des biens en collectivité)[23]. Il entend favoriser la propriété individuelle et l’indépendance des individus.
- 1845 : maladie de la pomme de terre aux Pays-Bas, en Irlande, en France et en Allemagne[24].
- 1846-1847 : crise économique en Europe due aux mauvaises récoltes de céréales et aggravée par une  crise financière et industrielle ; elle touche l'Angleterre, l'Allemagne, l'empire d'Autriche, la Belgique et la France[25]. L'Allemagne est touchée dès 1845 par le chômage et la baisse des salaires. Le travail artisanal est perturbé par l'introduction du machinisme. De nombreux Allemands émigrent en Amérique[26]. L'empire d’Autriche est également touché la disette provoque des troubles agraires en Galicie et en Bohême[27]. En France, les mauvaises récoltes de céréales sont causées par la sècheresse du printemps et de l'été 1846 aggravée par une maladie touchant la pomme de terre, les crues catastrophiques de la Loire et du Rhône à l'automne puis par le gel des emblavures en hiver. Le prix du blé double (38 francs l'hectolitre en mai 1847) ; l'exportation massive de blé russe déséquilibre la balance commerciale et le budget. La crise agricole atténuée par la bonne récole de 1847 se prolonge faute de demande par une crise industrielle et financière. Huit cent mille ouvriers des chantiers de construction ferroviaire ou des entreprises métallurgiques sont au chômage à la fin de 1847[28],[29].
- 1847 :
  - union douanière entre la Moldavie et la Valachie[30].
  - télégraphe de Vienne à Bratislava[31].
- 1848 :
  - première ligne de chemin de fer en Espagne, longue de 28 kilomètres, entre Barcelone et Mataró, inaugurée le 28 octobre 1848[32].
  - la première coopérative de consommation est créée à Hargicourt dans l’Aisne[33].
- 1848-1849 : Karl Marx est chassé de Belgique puis gagne Paris puis la Rhénanie ; en 1849 il s’installe à Cologne où il fonde un journal communiste, la Neue rheinische Zeitung (la Nouvelle Gazette rhénane) et où il dirige la section locale de la Ligue des communistes et fonde une association de travailleurs comptant sept mille adhérents. Accusé d’organiser des activités révolutionnaires, il est arrêté et jugé à Cologne pour incitation à l’insurrection armée. Il est acquitté, mais expulsé d’Allemagne. Après l’échec des révolutions en France et en Europe, il s’exile alors à Londres, où il passe le reste de sa vie[34].
- 1849 :
  - Proudhon, après le premier échec de sa Banque d’échanges qui proposait un système dans lequel des produits étaient échangés contre d’autres, fonde une Banque du peuple, qui propose un crédit gratuit et échoue également malgré quelque 20 000 souscriptions[35].
  - mise en place de la réforme postale en France par Étienne Arago[36].

Le prix constaté du blé évolue en forte baisse au cours de la décennie en France, et tout autant si l'on prend en compte l'évolution parallèle du salaire horaire, selon l'économiste Jean Fourastié, qui a démontré l'importance de l'Histoire de la culture des céréales sur celle de l'économie, également pour cette décennie d'abondance globale en céréales:
| Années                                     | 1840 | 1841 | 1842 | 1843 | 1844 | 1845 | 1846 | 1847 | 1848 | 1849 |
| Prix observé du quintal de blé (en francs) | 28,4 | 24,9 | 25,4 | 27,4 | 26   | 26,4 | 31,7 | 38,2 | 21,8 | 20,2 |
| Prix réel (ajusté du salaire horaire)      | 149  | 138  | 150  | 171  | 140  | 143  | 171  | 207  | 118  | 106  |

#### Royaume-Uni
- 1840 : mise en œuvre de la réforme postale sous l’égide de sir Rowland Hill ; elle met en vigueur une taxe uniforme sur les lettres payée par les premiers timbre-postes. Elle entraine un accroissement considérable du volume du courrier qui double en deux ans et dans un premier temps la chute des recettes postales[36].
- 5 juillet 1841 : le Britannique Thomas Cook invente la première agence de voyages[38].
- 1841 : la production britannique annuelle de charbon est de 43,8 millions de tonnes[39].
- 1842 : 
  - loi réinstaurant l'impôt sur le revenu au (income tax)[40].
  - rapport Chadwick sur la situation sanitaire de la population ouvrière en Grande-Bretagne[41].
- 1842-1844 : réforme tarifaire au Royaume-Uni ; le gouvernement Robert Peel abolit les droits sur l'entrée des matières premières et des produits manufacturé ainsi que l'interdiction d'importation du bétail et des machines[42]. En 1843 il abolit l’interdiction d’exporter certaines machines hors du Royaume-Uni. La fin de l’interdiction d’exporter des machines à filer entraîne un grand développement des filatures russes et des importations de coton brut dans les années 1840-1850[9].
- 1844 :  la journée de travail des enfants de 9 à 13 ans est limitée à 6 heures trente[43].

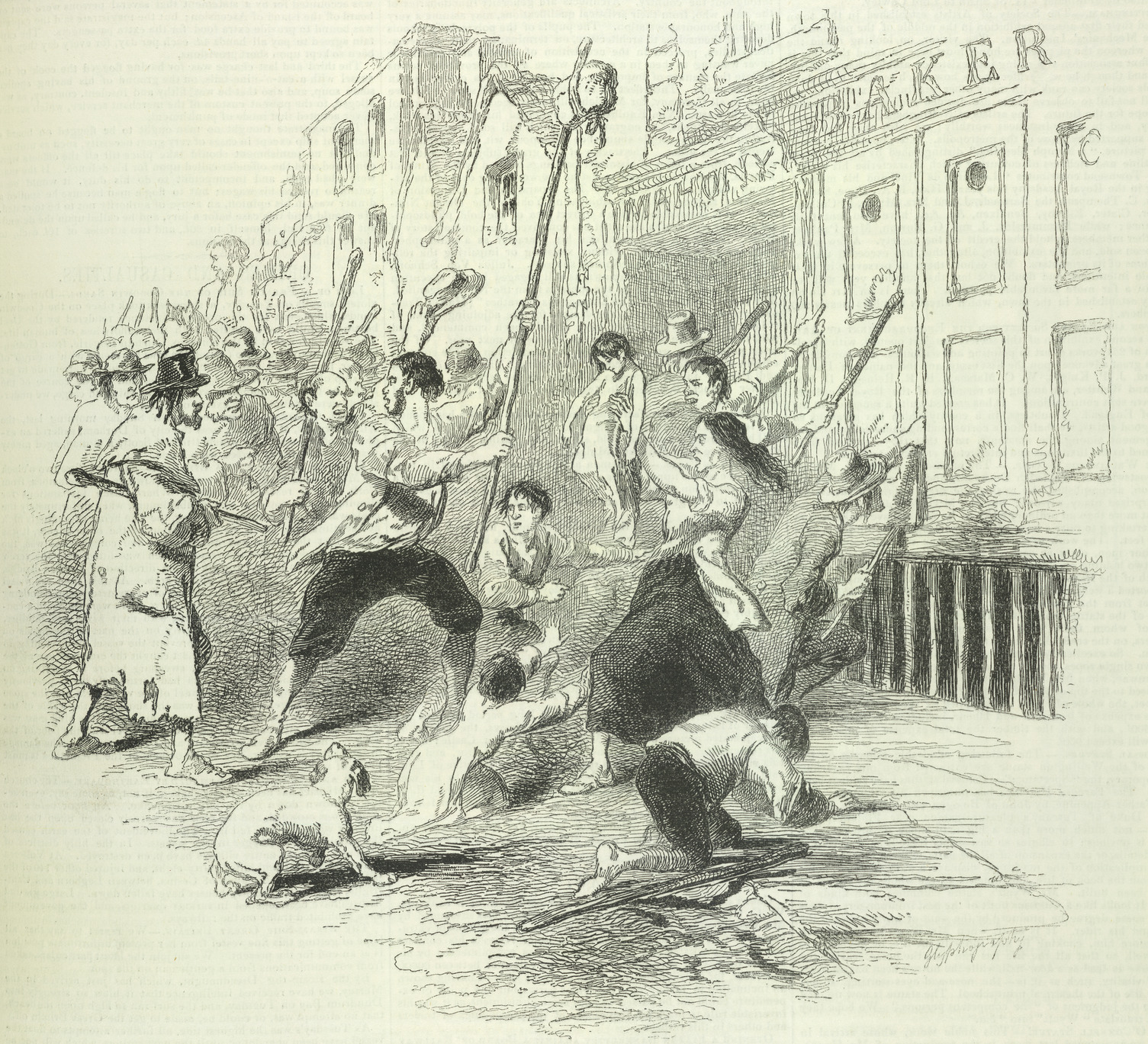
Une émeute de la faim à Dungarvan, Comté de Waterford, Irlande, pendant la famine. The Pictorial Times, 10 octobre 1846

- 1845-1851 : une grande famine ravage l'Irlande. Conséquence de la politique impériale britannique et de maladies qui s'abattent sur les récoltes, elle a un impact majeur sur la démographie de l'île. Elle aurait fait entre 500 000 et un million de morts et poussé de nombreux irlandais à émigrer vers le nouveau monde[44].
- 1845-1847 : second boom du chemin de fer au Royaume-Uni, qui emploie jusqu’à 300 000 personnes[45].
- 1845-1860 : les importations de laine brute et de coton au Royaume-Uni doublent[46].
- 1846 :  abolition des « Corn Laws »  ; augmentation des importations de grains russes[9].
- 1846-1852 : famine de la pomme de terre dans les Highlands ; de nombreux Écossais émigrent en Amérique[47].
- 1847 : Krach dans les chemins de fer à Paris et à Londres (Railway mania)[48].

#### Empire russe
- 1840 : loi autorisant l’affranchissement des serfs d’entreprise en Russie. Essor du travail salarié dans l’industrie textile, mais maintient d’une important main-d’œuvre servile dans la métallurgie[9].
- 1841 : assouplissement du tarif douanier[9].
- 14 avril 1842 : loi sur les « paysans obligés » ; les propriétaires peuvent passer un avec leurs paysans pour leur céder à vie la jouissance de terres contre le paiement de redevances[9].
- 1844-1845 : une épizootie décime le bétail en Russie, tuant un million d’animaux. Elle se répande en Hongrie, en Valachie et en Allemagne jusqu’en 1850[49].
- 1844-1848 : introduction progressive dans les provinces occidentales de l'empire russe d’inventaires fixant strictement les obligations des serfs et limitant la puissance des propriétaires polonais[9].

- 7 août 1845 : interdiction du travail de nuit des enfants âgés de moins de douze ans[50].
- 1846 : société des manufactures d’indiennes Hübner à Moscou[9].
- 9 novembre 1847 : autorisation donnée aux serfs russes d’acheter leur liberté si le domaine de leur maître est mis en vente pour dettes (effets limités).
- 1847-1848 : épidémies de choléra[9].
- 1849 : chantiers de construction navale à Sormovo[51].

## Publications
- 1840 : Tableau de l'état physique et moral des ouvriers employés dans les manufactures de coton, de laine et de soie, de Louis René Villermé.
- 1841 : De la misère des classes laborieuses en France et en Angleterre, d'Eugène Buret.
- 1842-1850 : Cours d'économie politique, de Michel Chevalier, professeur d'économie politique au collège de France, saint-simonien qui a opté pour le libéralisme.
- 1844 : Louis Bonaparte publie De l'extinction du paupérisme. Il propose l'intervention de l’État par la fondation de colonies agricoles sur les terres incultes[52].
- 1848 : le penseur britannique John Stuart Mill publie son Économie politique.

## Démographie
- 1840-1849 : 1 427 337 immigrants aux États-Unis[53]
- 1841 : onze millions d’Américains vivent dans des villes[54].
- 1841 : recensement  en France : 34 241 717 habitants[55].
- 1843 : Recensement de la République de Nouvelle-Grenade, qui compte  1 932 279 habitants[56].
- 1846 : recensement en Hongrie. La population (Croatie et Slavonie non comprise) comprend 5 380 000 Hongrois magyars, 2 670 000 Roumains, 1 850 000 Slovaques, 1 480 000 Allemands, 1 030 000 Serbes et 480 000 Ruthènes. La Hongrie compte 240 000 Juifs. La noblesse, seule classe politique, représente 500 000 personnes sur 12 millions d’habitants. La future Budapest compte 120 000 habitants.